# いすゞ・H系エンジン
いすゞ・H系エンジンは、いすゞ自動車が生産する排気量4 - 8リットルの直列4気筒と直列6気筒のディーゼルエンジンである。

## シリーズの解説
1990年、平成元年排出ガス規制適合を機に小型トラック・エルフ、中型トラック・フォワードに搭載された。
それまでの4B／6B系は高信頼性で低回転からのトルクが厚く扱いやすいエンジンで現在も産業用として用いられているが、このエンジンはシリンダーヘッドがコンベンショナルなプッシュロッド式のOHVレイアウトから、SOHCになり滑らかで力強いのが特徴である。近年はダウンサイジングターボにより6気筒から4気筒が主流になりつつある。
また、いすゞ初のコモンレール搭載エンジンでもあった（6HK1-TC系、デンソー製ECD-U2）。
このエンジンはモジュール設計となっており、エンジン型式「*H◯1」の「*」部分は気筒数を、「◯」部分は、内径×行程のバリエーションを指す（例：*HK1の場合、内径×行程は115×125）。
登場間もない頃はSITEC(サイテック)エンジンという愛称が存在した。(4代目エルフ・3代目フォワード)

## 4気筒モデル
4HF1
排気量 4,334cc
135PS (99kW) / 3200rpm
32kgf・m (314N・m) / 1700rpm
（平成元年排出ガス規制）
130PS (96kW) / 3200rpm
31kgf・m (304N・m) / 1800rpm
（平成6年排出ガス規制）
125PS (90kW) / 3100rpm
31kgf・m (304N・m) / 1500rpm
（平成10年排出ガス規制）
4HF1-N
排気量 4,334cc
115PS (85kW) / 3200rpm
28kgf・m (275N・m) / 1600rpm
（平成6年排出ガス規制）
110PS (81kW) / 3100rpm
28kgf・m (275N・m) / 1500rpm
（平成10年排出ガス規制）
4HE1-T
排気量 4,751cc
160PS (118kW) / 2900rpm
42kgf・m (412N・m) / 1700rpm
（平成6年排出ガス規制）
4HG1
排気量 4,570cc
140PS (103kW) / 3200rpm
34kgf・m (333N・m) / 1600rpm
（平成6年排出ガス規制）
135PS (98kW) / 3100rpm
33kgf・m (319N・m) / 1500rpm
（平成10年排出ガス規制）
4HJ1-N
排気量 4,985cc
145PS (107kW) / 3100rpm
35kgf・m (343N・m) / 1500rpm
（平成10年排出ガス規制）
4HJ1
排気量 4,985cc
150PS (110kW) / 3100rpm
37kgf・m (363N・m) / 1600rpm
（平成6年排出ガス規制）
155PS (114kW) / 3100rpm
37kgf・m (363N・m) / 1500rpm
（平成10年排出ガス規制）
4HL1-N
排気量 4,777cc
130PS (96kW) / 3000rpm
34kgf・m (333N・m) / 1500rpm
（平成10年排出ガス規制）
4HL1
排気量 4,777cc
140PS (103kW) / 3000rpm
34kgf・m (333N・m) / 1500rpm
（平成10年排出ガス規制）
130PS (96kW) / 3000rpm
34kgf・m (333N・m) / 1500rpm
（平成15年排出ガス規制）
4HL1-TC
排気量 4,777cc
160PS (118kW) / 2700rpm
43kgf・m (425N・m) / 1500rpm
（平成15年排出ガス規制）
4HL1-TCS
排気量 4,777cc
180PS (132kW) / 2700rpm
51kgf・m (500N・m) / 1500rpm
（平成15年排出ガス規制）
4HK1-T
排気量 5,193cc
170PS (125kW) / 2900rpm
45kgf・m (441N・m) / 1600rpm
（平成10年排出ガス規制）
4HK1-TCH
排気量 5,193cc（2ステージターボ）
240PS (177kW) / 2400rpm
78kgf・m (765N・m) / 1600rpm
（平成22年排出ガス規制以降）
240PS (177kW) / 2400rpm
75kgf・m (735N・m) / 1400-1900rpm
（平成28年排出ガス規制、大型バス専用）
4HK1-TCS
排気量 5,193cc
210PS (154kW) / 2600rpm
65kgf・m (637N・m) / 1600rpm
（平成17年排出ガス規制）
210PS (154kW) / 2400rpm
72kgf・m (706N・m) / 1400-1600rpm
（平成22年排出ガス規制以降）
250PS (184kW) / 2400rpm
75kgf・m (735N・m) / 1600rpm
（平成21年排出ガス規制、大型バス専用）
4HK1-TCC
排気量 5,193cc
190PS (140kW) / 2600rpm
52kgf・m (515N・m) / 1600-2500rpm
（平成22年排出ガス規制以降）
4HK1-TCN
排気量 5,193cc
155PS (114kW) / 2600rpm
43kgf・m (419N・m) / 1600-2600rpm
（平成17年排出ガス規制）
210PS (154kW) / 2400rpm
72kgf・m (706N・m) / 1600rpm
（平成22年排出ガス規制、中型バス専用）
平成元年・6年排出ガス規制までの最高出力はグロス値、以降はネット値である。

## 6気筒モデル

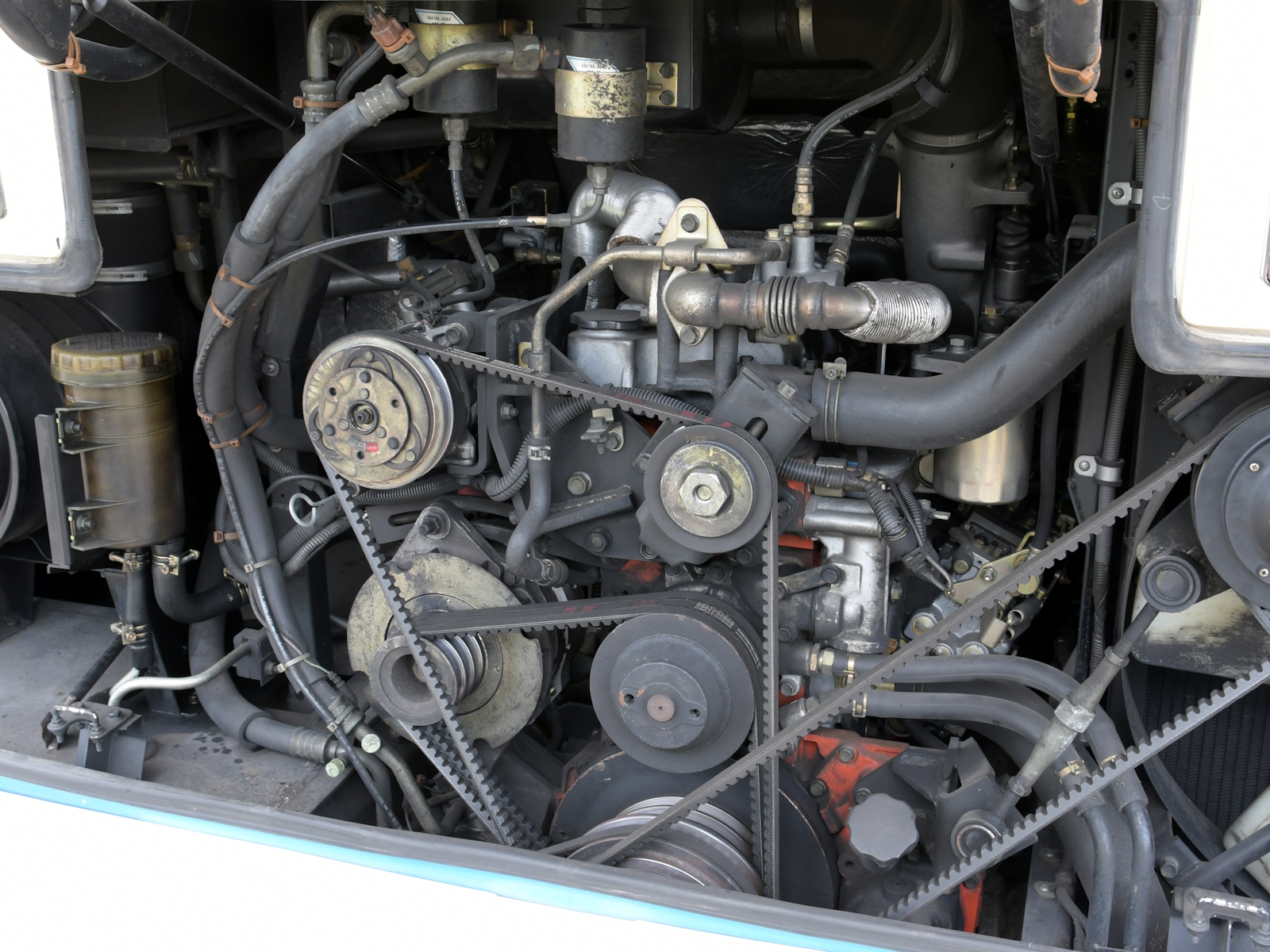
6HH1-S

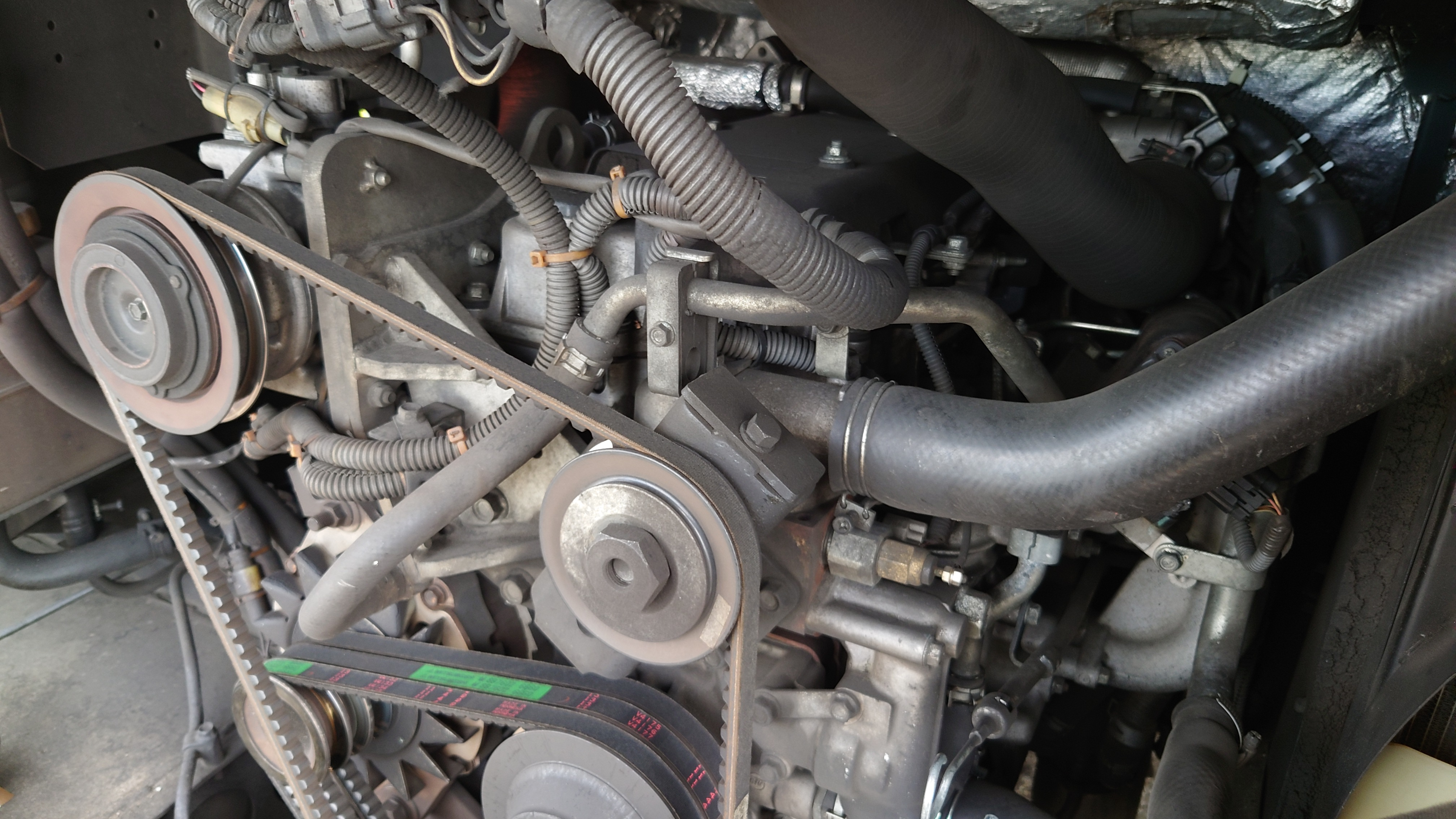
6HK1_TCN

6HE1-N
排気量 7,127cc
165PS (121kW) / 46kgf·m（平成元年排出ガス規制）
6HE1-S
排気量 7,127cc
195PS (143kW) / 51kgf·m（平成元年排出ガス規制）
6HE1-TCS
排気量 7,127cc
250PS (184kW) / 70kgf·m（平成元年排出ガス規制）
260PS (191kW) / 77kgf·m（平成6年排出ガス規制）
6HE1-TCN
排気量 7,127cc
220PS (162kW) / 66kgf·m（平成元年排出ガス規制）
230PS (169kW) / 68kgf·m（平成6年排出ガス規制）
6HH1-N
排気量 8,226cc
175PS (129kW) / 50kgf·m（平成6年排出ガス規制）
6HH1-C
排気量 8,226cc
185PS (136kW) / 55kgf·m（平成6年排出ガス規制）
6HH1-S
排気量 8,226cc
210PS (154kW) / 55kgf·m（平成6年排出ガス規制）
225PS (165kW) / 58kgf·m（平成10年排出ガス規制）
6HA1
排気量 8,226cc
190PS (140kW) / 62kgf·m（CNG仕様エンジン）
6HL1-N
排気量 7,166cc
180PS (132kW) / 50kgf·m（平成10年排出ガス規制）
6HL1-S
排気量 7,166cc
205PS (151kW) / 51kgf·m（平成10年排出ガス規制）
190PS (140kW) / 51kgf·m（平成15/16年排出ガス規制）
6HK1-TCH
排気量 7,790cc
300PS (221kW) / 95kgf·m（平成16年排出ガス規制）
255PS (187kW) / 76kgf·m（平成21年排出ガス規制）
6HK1-TCS
排気量 7,790cc
280PS (206kW) / 90kgf·m（平成10/11年排出ガス規制）
300PS (221kW) / 100kgf·m（平成17年排出ガス規制）
6HK1-TCC
排気量 7,790cc
260PS (191kW) / 76kgf·m（平成10/11年排出ガス規制）
260PS (191kW) / 78kgf·m（平成17年排出ガス規制）
6HK1-TCN
排気量 7,790cc
240PS (177kW) / 70kgf·m（平成10/11年排出ガス規制）
240PS (177kW) / 72kgf·m（平成17年排出ガス規制）
6HK1-TCR
排気量 7,790cc
205PS (151kW) / 55kgf·m（平成10/11年排出ガス規制）
Duramax 7800
排気量 7,790cc
195～300HP / 441～860lb-ft（6HK1ベースのGMCブランド向けエンジン）
6HF1-TCS
排気量 7,790cc
245PS (180kW) / 90kgf·m（大型用CNGエンジン）
6HF1-TCN
排気量 7,790cc
220PS (162kW) / 75kgf·m（中型用CNGエンジン）
平成元年・6年規制の最高出力はグロス値、その他はネット値である。
このエンジンも6W系と同様に腰下部はハーフスカートラダーフレーム構造で、クランクの暴れ込みやベアリングキャップ振れを抑え込めるため、エンジン本体の騒音が下げられる。コストはかかるがおごった仕様でもある。

## 搭載車種
- 4HK1-TC系 
  - いすゞ自動車
    - エルフ (PDG-NPR75N)
    - フォワード/フォワード特定中型仕様車 (PKG-FRR90/PKG-FSR90)
    - フォワード総輪駆動車/総輪駆動・特定中型仕様車 (PKG-FRS90/PKG-FSS90)
    - エルガミオ (SDG-LR290)
    - エルガ（ハイブリッド以外の2代目全車）

  - 日野自動車
    - ブルーリボン（ハイブリッド以外の2代目全車）
    - レインボーⅡ (SDG-KR290)
- 6HK1-TC系 
  - いすゞ自動車
    - フォワード/フォワード特定中型仕様車 (PKG-FRR34/PKG-FSR34)
    - フォワード総重量14,5t/総輪駆動・総重量14t仕様車 (PDG-FTR34/PDG-FTS34)
    - フォワード総重量16t/総重量20t仕様車 (PDG-FVR34/PDG-FVZ34)
    - エルガミオ (PA-LR234/PDG-LR234)
    - エルガ（KL-LV834、PJ-LV234、PKG-LV234及びPDG-LV234、LKG-LV234及びLDG-LV234、QPG-LV234及びQKG-LV234及びQDG-LV234）

  - 日野自動車
    - レインボーⅡ (PA-KR234/PDG-KR234)
    - ブルーリボンⅡ（PJ-KV234及びPKG-KV234及びPDG-KV234、LKG-KV234及びLDG-KV234、QPG-KV234及びQKG-KV234及びQDG-KV234）
- Duramax 7800
  - GMC Cシリーズトラック、GMC Tシリーズトラック（シャシ共用のキャブオーバー仕様。キャブは旧型いすゞ・フォワード）[2]